# Кирха Святого Иоанна в Вуолах
Кирха святого Иоанна в Вуолах — лютеранская церковь в деревне Вуолы, бывший центр прихода Вуоле (фин. Vuole) Евангелическо-лютеранской церкви Ингрии.

## История
Первоначально, в период шведского правления, приход Вуоле был капельным прихода Лемпаала (фин. Lempaala)..
В 1714 году Вуольский приход получил своего священника и стал самостоятельным. Приход входил в Шлиссельбургское пробство.
Деревянная кирха имени святого Йоханнеса (Иоанна), рассчитанная на 685 мест, была построена в 1730 году графом С. В. Рагузинским, владельцем мызы Матокса, в которое входило село Вуолы.
Первый раз кирху отреставрировали в 1862 году.
В 1872 году к приходу Вуоле присоединился капельный приход Миккулайнен ((фин. Miikkulainen)).
В 1873—1874 годах на средства, выделенные кассой взаимопомощи была произведена вторая реставрация.
По данным 1863 года в приходе имелась богадельня для неимущих.
В 1875 году в Вуолах открылась лютеранская церковно-приходская школа.
В 1889 году начала работу воскресная школа.
По данным 1914 года в Вуолах работала лютеранская церковно-приходская школа, учителем которой был выпускник Колпанской семинарии В. Кокка, а также действовала церковно-приходская богадельня.
В 1919 году в приходе Вуоле состояло 3700 человек.
Кирха была закрыта 15 февраля 1931 года.
До 1933 года здание церкви использовалось как клуб, в котором проводились танцы.
Разрушена в 1941 году.

## Прихожане
Приход Вуоле (фин. Vuole) включал в себя 26 деревень: Верхние Никулясы, Вирки-Лоботти, Волоярви, Вуолы, Гавань, Каргино, Катумы, Койвукюля, Коркина, Кюрехага, Лехтуси, Малое Соелово, Матокса, Меслика, Нижние Никулясы, Носово, Нясино, Перемяки, Путкелово, Рагозинка, Реппо, Салокюля, Соелово, Сокелово, Софолово, Тозерово.

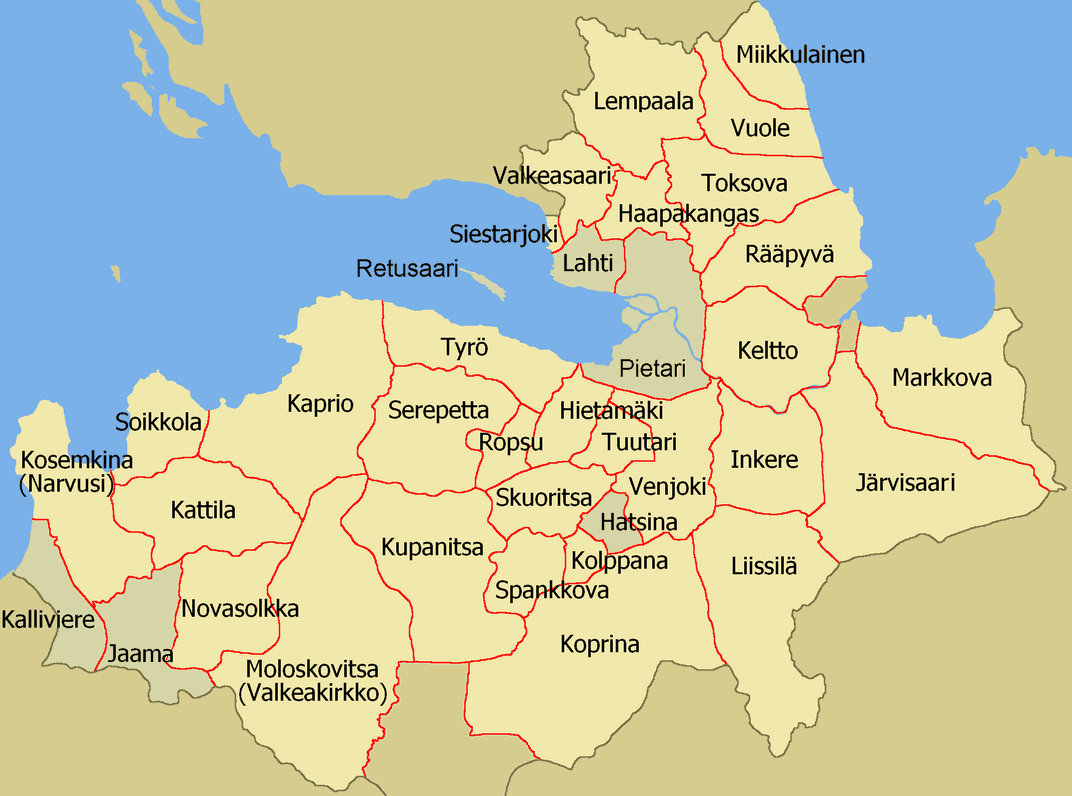
Карта приходов Церкви Ингрии (1930-е годы)

Изменение численности населения объединённого прихода Вуоле-Миккулайнен с 1842 по 1919 год:
В 1834 году, в относящейся к приходу Вуолы деревне Софолово (фин. Sohvola, сейчас урочище Соффолово) — родился знаменитый ижорский рунопевец Онтропо Мельников.
В 1904 году в приходе числилось 5105 финнов и 9 эстонцев.

## Духовенство
| Настоятели прихода | Настоятели прихода                              |
| Даты               | Пастор                                          |
| ------------------ | ----------------------------------------------- |
| 1709—1722†         | Хенрик Паулиниус (Паули) (пастор)               |
| 1722—1741          | Самуэль Васлин (настоятель)                     |
| 1741—1781†         | Георг Авенариус (настоятель)                    |
| 1759               | Хенрик Хенделиус (адъюнкт)                      |
| 1770—1772          | Петер Ландан (адъюнкт)                          |
| 1779—1816          | Александер Авенариус (адъюнкт-пастор)           |
| 1806—1826          | Георг Авенариус (адъюнкт, пастор)               |
| 1816               | Петер Густав Авенариус (адъюнкт)                |
| 1826—1831          | Йохан Эмануэль Лассениус (вице-пастор)          |
| 1831—1849†         | Йохан Мерселиус (вице-пастор, пастор)           |
| 1850—1854†         | Петер Густав Авенариус (настоятель)             |
| 1849—1894†         | Вилхелм Виктор Перониус (и. о. пастора, пастор) |
| 1890—1919          | Вилхелм Теодор Перониус (адъюнкт, пастор)       |
| 1921               | Феликс Фридольф Реландер (епископ)              |
| 1922—1924          | Пекка Бистер                                    |
| 1925—1927          | Иисакки Вирронен                                |
| 1927—1929          | Аатами Куортти (арестован)                      |
| 1930—1931          | Юхана Музакка (арестован)                       |

## Фото

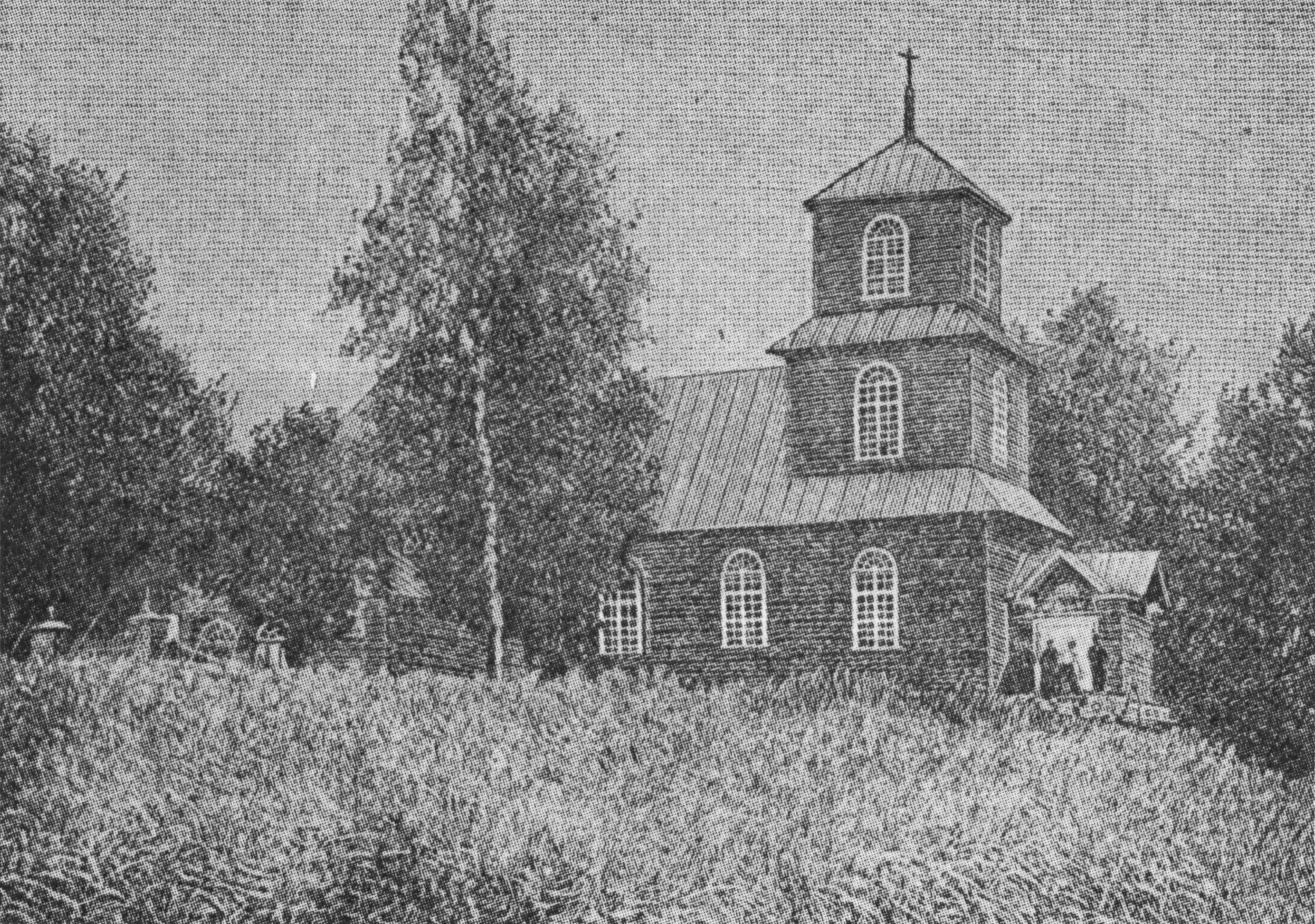
Кирха в Вуолах. Фото начала XX века
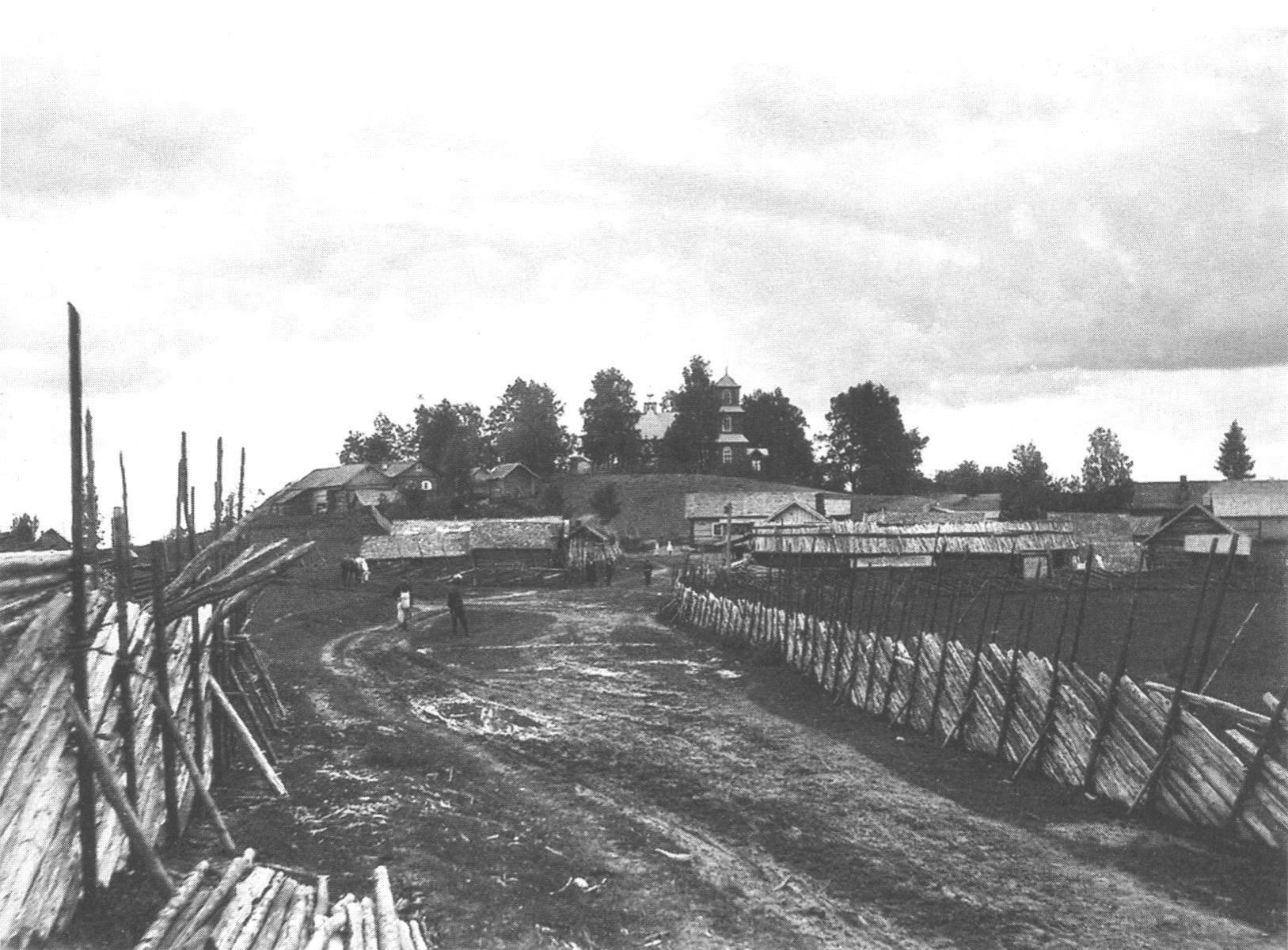
Пасторат прихода Вуоле. Фото 1911 года
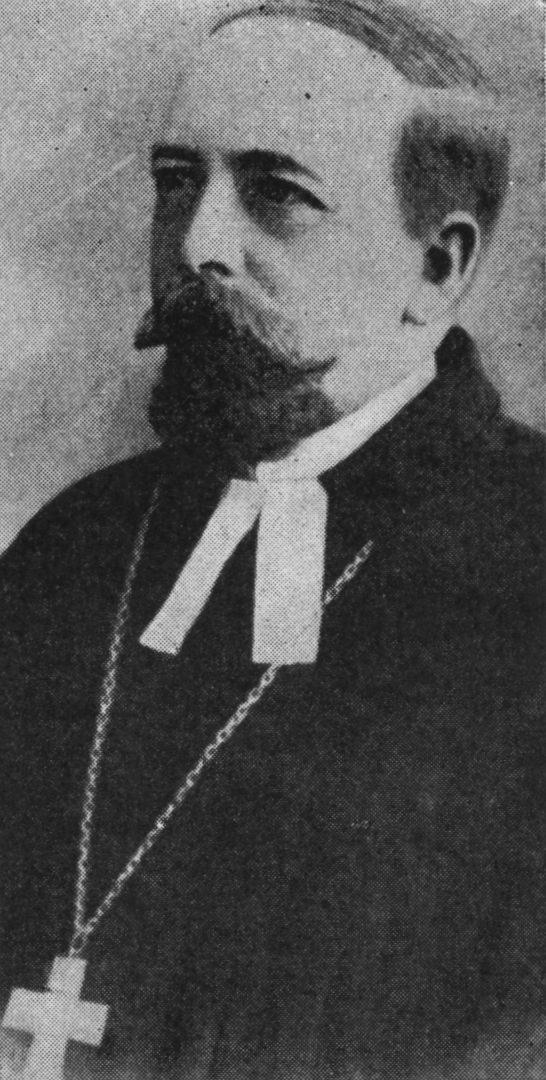
Пастор Вилхелм Теодор Перониус